# Grupa Armijna Felber
Grupa Armijna Felber (niem. Armeegruppe Felber) – jedna z niemieckich jednostek, powstała z przemianowania  LXXXIII Korpusu Armijnego. 
Utworzona 26 sierpnia  1943 roku w okupowanej Francji z przemianowania LXXXIII Korpusu Armijnego. Przez swój krótki okres istnienia Grupa Armijna Felber stacjonowała na terytorium południowej i środkowej Francji, podlegając 15 Armii z Grupy Armii B. Przekształcona w dowództwo 19 Armii.

## Dowódcy grupy armijnej
- generał piechoty Hans Felber
- generał piechoty Georg von Sodenstern[3]

## Struktura organizacyjna
Jednostki korpuśne: 2 Dowództwo Artylerii, 445 Korpuśny Batalion Łączności i 445 Korpuśny Oddział Zaopatrzeniowy
Skład w grudniu 1942 (jako LXXXIII KA):
- 326 Dywizja Piechoty
- 327 Dywizja Piechoty
- połowa 328 Dywizji Piechoty
- 335 Dywizja Piechoty

Skład w lipcu 1943 (jako LXXXIII KA):
- 326 Dywizja Piechoty
- 356 Dywizja Piechoty
- 715 Dywizja Piechoty
- 388 Polna Dywizja Szkoleniowa

Skład w lipcu 1943 (jako Grupa Armijna Felber):
- 340 Dywizja Piechoty
- 18 Dywizja Grenadierów Ludowych
- 62 Dywizja Grenadierów Ludowych